# 小西街杨宅
小西街杨宅是中国浙江省湖州市吴兴区的一座历史建筑，位于吴兴区朝阳街道小西街历史文化街区小西街74号。
2003年1月20日，小西街杨宅公布为湖州市文物保护单位。